# Meinheim
Meinheim – miejscowość i gmina w Niemczech, w kraju związkowym Bawaria, w rejencji Środkowa Frankonia, w regionie Westmittelfranken, w powiecie Weißenburg-Gunzenhausen, siedziba wspólnoty administracyjnej Altmühltal. Leży około 11 km na zachód od Weißenburg in Bayern, przy linii kolejowej Monachium/Augsburg – Würzburg.

## Demografia
| Rok  | Liczba mieszk. |
| ---- | -------------- |
| 1970 | 876            |
| 1987 | 788            |
| 2000 | 892            |

## Oświata
(na 1999)

W gminie znajduje się 50 miejsc przedszkolnych (48 dzieci).